# Senka
Imperador Senka (宣化天皇, Senka-tennō) (467 — 15 de março de 539), também referido como Imperador Senkawa foi o 28º Imperador do Japão, na lista tradicional de sucessão.

## A Vida
Antes da sua ascensão ao trono, seu nome era Takehi Hirokuni Oshitake no Mikoto. Não há datas concretas que podem ser atribuídas a vida deste imperador ou de seu reinado, mas é convencionalmente considerado que reinou de 535 a 539. De acordo com o Kojiki Senka foi o segundo filho do Imperador Keitai e sua mãe era Menoko Hime. 
Quando o Imperador Ankan morreu, não tinha filhos, e a sucessão passou para seu irmão mais novo, Senka que era idoso quando foi coroado (aos 69 anos), e seu reinado foi de apenas quatro anos.
Uma versão atesta que após a morte do Imperador Keitai, ocorreu uma disputa entre seus filhos, de um lado Ankan, e Senka e do outro Kimmei que dividiram o império entre si e exerceram o poder imperial simultaneamente. Assim aconteceu que, por exemplo, primeiro Ankan (531-536) e mais tarde Senka (536-539) foram os rivais de Kimmei que diferentemente da descrição do Nihonshoki, chegou ao poder mais cedo em 532 e não em 540. Somente após a morte de Senka em 539 houve o retorno a unidade do império japonês. Visto por esse ângulo o sétimo ano de Kimmei, o ano da introdução oficial do budismo no Japão, também poderia ser o terceiro ano de Senka: o ano de 538.
Isto também é confirmado pela posição geográfica das Cortes dos três imperadores mencionados aqui. O Imperador Ankan morou no Palácio Makarikane-no-Hashi. Este se situava na fronteira de Furuchi, distrito da Província de Kawachi em Yamato. Neste Palácio Ankan morreu e foi sepultado, isto também está de acordo com o Kojiki. Como ele viveu a oeste do território do Clã Otomo deveria ter passado pelas terras deles para chegar as terras do Clã Soga. Seria uma distância de mais de cinqüenta quilômetros das encostas das montanhas de Takaichi berço dos budistas. Por isso acredita-se que não teve nada com estes.
Já no caso de o seu sucessor Senka. De acordo com o Kojiki e o Nihon Shoki viveu no Palácio Iwoiri no Hara, em Hinokuma no Distrito Takaichi. Os imigrantes Coreanos de mais alta patente se instalaram neste distrito. Isto é evidenciado pelos seus títulos. Por exemplo, o Omiashi, templo em homenagem a Achi-no-Omi, um tataraneto do Imperador Lingdi da Dinastia Han chinesa, foi construída em Hinokuma. Cerca de três quilômetros dali se fundaram os assentamentos de Kamitsu e Shimo-Momohara. Assim, a área original do budismo não estava muito longe de Senka.
Além disso, a sua residência estava estava as margens da região do Clã Soga. Soga no Iname, que tinha sido nomeado Ōomi por Senka, manteve sua residência em Owarida Mukuhara, na região norte do Distrito de Takaichi. Situado a 3 quilômetros  de Hinokuma, a 3,7 quilômetros de Magami-no-hara e a 5,6 quilômetros de Momohara. De acordo com as crônicas do Imperador Kimmei esta casa foi decorado como se fosse um templo e, posteriormente, destruída. Devido a isto, o Imperador Senka poderia fazer contato regular com os imigrantes coreanos e os Soga.
O lugar do túmulo imperial (misasagi) do Imperador Senka é desconhecido mas é tradicionalmente venerado num memorial no santuário xintoísta em Nara, que é oficialmente chamado de Musa no Tsukisaka no e no misasagi.